# Й̀
Cette page contient des caractères spéciaux ou non latins. S’ils s’affichent mal (▯, ?, etc.), consultez la page d’aide Unicode.
Й̀ (minuscule : й), appelé ou brève accent grave, est une lettre additionnelle de l’alphabet cyrillique utilisée en doungane par certains auteurs ou dans la transcription du chinois. Elle est composée du і ‹ И › diacrité d’un brève et d’un accent grave.

## Utilisations
En doungane, certains auteurs utilisent les accents sur les voyelles pour indiquer les tons, dont l’i brève accent grave cyrillique ‹ й̀ ›,.

## Représentation informatique
L’i brève accent grave peut être représenté avec les caractères Unicode suivants (cyrillique, diacritiques) :
- composé (NFC)

| formes    | représentations | chaînes de caractères | points de code | descriptions                                                 |
| --------- | --------------- | --------------------- | -------------- | ------------------------------------------------------------ |
| capitale  | Й̀               | Й◌̀                    | U+0419 U+0300  | lettre majuscule cyrillique i brève diacritique accent grave |
| minuscule | й̀               | й◌̀                    | U+0439 U+0300  | lettre minuscule cyrillique i brève diacritique accent grave |

- décomposé (NFD)

| formes    | représentations | chaînes de caractères | points de code       | descriptions                                                             |
| --------- | --------------- | --------------------- | -------------------- | ------------------------------------------------------------------------ |
| capitale  | Й̀               | И◌̆◌̀                   | U+0418 U+0306 U+0300 | lettre majuscule cyrillique i diacritique brève diacritique accent grave |
| minuscule | й̀               | и◌̆◌̀                   | U+0438 U+0306 U+0300 | lettre minuscule cyrillique i diacritique brève diacritique accent grave |